# District de Považská Bystrica
Le district de Považská Bystrica est l'un des 79 districts de Slovaquie dans la région de Trenčín.

## Démographie

### Évolution de la population
| Année:               | 1994.  | 2004.   | 2014.   | 2024.   |
| -------------------- | ------ | ------- | ------- | ------- |
| Nombre de personnes: | 65 381 | 64 708  | 63 176  | 60 361  |
| Différence:          |        | -1,02 % | -2,36 % | -4,45 % |

| Année:               | 2023.  | 2024.   |
| -------------------- | ------ | ------- |
| Nombre de personnes: | 60 577 | 60 361  |
| Différence:          |        | -0,35 % |

## Liste des communes
Source :

### Villes
- Považská Bystrica

### Villages
Bodiná | Brvnište | Čelkova Lehota | Dolná Mariková | Dolný Lieskov | Domaniža | Ďurďové | Hatné | Horná Mariková | Horný Lieskov | Jasenica | Klieština | Kostolec | Malé Lednice | Papradno | Plevník-Drienové | Počarová | Podskalie | Prečín | Pružina | Sádočné | Slopná | Stupné | Sverepec | Udiča | Vrchteplá | Záskalie